# Астрея (роман)
«Астрея» (L’Astrée) — огромный по протяжённости (в первом издании 5399 страниц) французский пасторальный роман Оноре д’Юрфе, крупнейший памятник прециозной литературы XVII века.
В центре сюжета — любовь пастушки, которая носит имя греческой богини Астреи, и пастуха Селадона. Роман изобилует множеством вставных новелл (около 40) и персонажей (включая пастухов, монархов, военачальников, рыцарей, друида Адамаса и прекрасных нимф), а также поэтических включений и писем героев.
Первая часть романа вышла в 1607 году, вторая в 1610 году, третья в 1618 году. Д’Юрфе начал работать над романом в середине 1580-х годов. Две последние части издал в 1627—1628 годах его секретарь Бальтазар Баро (Balthazar Baro); пятый том был фактически написан Баро, поэтому финал романа противоречит его исходной повествовательной логике. Замыслу д’Юрфе в большей степени соответствует финал, предложенный в 1626 году Мареном Леруа де Гомбервилем.

## Значение
«Астрея», действие которой разворачивается в исторической области Форе (территория нынешнего департамента Луара), в Галлии V века, представляет собой значительный этап в развитии европейской пасторали и вместе с тем важнейшую веху на пути формирования прозы барокко. Д’Юрфе подражал роману испанского писателя Хорхе де Монтемайора «Диана», «Аркадии» Якопо Саннадзаро и пастушеским драмам Торквато Тассо и Баттиста Гварини — «Аминта» и «Верный пастух». Новаторство д’Юрфе — в соединении пасторальной условности с историческим материалом, позаимствованным им из книг Этьена Пакье («Исследования о Франции»), Кл. Фоше, В. Жирара дю Гайана и других историков и связанным с борьбой вестготов, бургундов, франков и римлян. В военных эпизодах «Астреи» ориентиром для д’Юрфе являлся чрезвычайно популярный во Франции XVI—XVII веков «Амадис Гальский».
Самое же главное, д’Юрфе в своём романе обстоятельно проанализировал чувство любви в его различных проявлениях. В «Астрее» отражено характерное для неоплатонизма эпохи Возрождения представление о необходимости восхождения от «любви земной» к «любви небесной» (Марсилио Фичино), однако в образе ветреника Гиласа (временами сильно напоминающего Дон Жуана) запечатлена иная — в духе либертинажа — трактовка любовного чувства. Господствующий в романе рационализм — сказавшийся, между прочим, и в делении книги на 5 частей соответственно делению драмы на 5 действий — позволяет говорить о предвосхищении автором картезианства.

## Барочная риторика
В некоторых эпизодах романа Оноре д’Юрфе отдает дань традиции экфрасиса. Вот, например, описание одной из картин, представившихся взору Селадона во дворце нимф.
По одну сторону приметил он Сатурна, опершегося на клинок, длинноволосого, с морщинистым лбом, гноящимися глазами, горбатым носом и отвратительным кровавым ртом, набитым плотью одного из его детей, коего держал он наполовину съеденным в левой руке; сквозь прогрызенную зубами рану в боку можно было видеть, как трепещут легкие и дрожит сердце. Зрелище воистину полное жестокости: ребёнок склонил голову на плечи, вытянул вперед руки и развел ноги, все залитые кровью, вытекающей из раны, нанесенной ему стариком, белоснежная борода коего во многих местах была закапана кровью, льющейся с куска, каковой он пытался проглотить. Его нервные и грязные руки и ноги, худые изможденные ляжки были во многих местах покрыты волосами. Под ногами у него громоздились большие обломки костей, из коих одни были выбелены временем, другие начали сохнуть, третьи же, не очищенные от полусъеденной кожи и плоти, как видно только что были брошены туда. (Пер. Н. Т. Пахсарьян)

## Успех и влияние
Вслед за «Приключениями Флориды» Франсуа Бероальда де Вервиля, и в ещё большей степени, «Астрея» может рассматриваться как ранний образец литературного бестселлера.
Роман д’Юрфе, заложивший основу прециозной литературы, имел огромный успех в течение почти всего XVII века и выдержал множество изданий, сокращений, переделок и подражаний. Драматурги черпали в нём сюжеты для своих произведений; сцены из «Астреи» воспроизводились в гобеленах, фарфоре; знатные дамы представали на портретах в виде пастушек и т. д. Слава «Астреи» распространилась не только во Франции, но и по всей Европе. В 1624 году д’Юрфе получил послание от 50 владетельных и знатных особ Германии, в котором они сообщали ему, что ими основана «Академия истинно влюбленных», причем все члены её присвоили себе имена героев «Астреи», и приглашали д’Юрфе присоединиться к ним под именем Селадона. Имя «Селадон» сделалось вскоре нарицательным. «Астрея» стала школой галантности и новой куртуазности; посетители отеля Рамбуйе были ей обязаны весьма многим. Сильное влияние «Астреи» ощущается в драматургии Пьера Корнеля (особенно ранней); роман высоко ценили Мольер, мадам де Севинье, Ларошфуко, а впоследствии и Жан-Жак Руссо.
Роман соединил в себе приметы утопии (Форе как своеобразное убежище в охваченном войнами мире) и антиутопии (в Форе то и дело проникает эхо войны, а в конечном итоге пастухи вынуждены взяться за оружие). Эта особенность «Астреи» могла привлечь внимание читателей, утомленных религиозными войнами и борьбой Лиги с королём. Кроме того, в образах Селадона, Астреи, Гиласа, Сильвандра, Дианы, Эйриха и многих других героев читатель угадывал своих современников, начиная с самого автора и кончая Генрихом IV.
Член Французской Академии, литератор и адвокат Оливье Патрю, на основании собственных предположений и догадок, обнародовал так называемый «Ключ к Астрее». По мнению Патрю, прототипом главной героини романа стала Диана Шатоморан, сам автор как бы раздваивается между Селадоном и Сильвандром; прототип Дафниды — герцогиня Бофор, Торрисмунда — Генрих III и т.д.

## Издания и переработки
Главные издания «Астреи» — 1637 (Париж), 1647 (Руан). Сокращенное издание «Астреи» осуществил аббат Суше (1733); ещё сильнее (до 210 страниц) сократил роман другой аббат, Франсуа-Тимолеон Шуази: приписываемая ему «Новая Астрея» вышла в свет анонимно в 1712 году. «Новая Астрея», представляющая собой адаптацию книги д’Юрфе к вкусу рококо, была переведена на русский язык; перевод Василия Раевского вышел в 1789 году.
В настоящее время стараниями научно-исследовательской группы во главе с профессором Дельфин Дени во Франции готовится первое академическое издание «Астреи». Первый том вышел в свет в 2011 году

## Критика
В произведении Шарля Сореля «Сумасбродный пастух» (1627—1628), названном автором антироманом, подвергается осмеянию повальное (сродни болезни) увлечение французов пасторальным и сентиментальным романами, включая «Астрею». Главный герой, парижский буржуа, игнорирует разницу между литературной условностью и жизнью. Однако считать «Сумасбродного пастуха» пародией на «Астрею» было бы ошибкой. Многие литераторы (например, епископ Жан Пьер Камю) осуждали «Астрею» за безнравственность (в романе есть «фривольные» эпизоды, связанные с переодеванием Селадона в женское платье) и подчас делали её символом не просто бесполезного, а и крайне пагубного (особенно для молодёжи) чтения.

## Экранизация
В 2007 году появилась вольная экранизация одной из сюжетных линий романа под названием «Любовь Астреи и Селадона» (фр.Les Amours d’Astrée et de Céladon). Это последний фильм известного режиссёра Эрика Ромера.

## Издания на русском языке
- Западноевропейская литература XVII века. Хрестоматия. — М.: «Высшая школа», 2002. — 686 с. — ISBN 5-06-004111-5. Д’Юрфе. Из романа «Астрея»— пер. Б. И. Ярхо, сс. 479—486

## Электронные источники
- (рус.) Фрагменты романа «Астрея» в переводе Н. Т. Пахсарьян
- (фр.) две версии первого тома «Астреи» (издания 1607 и 1621 годов)
- (фр.) Электронная версия первого издания 1-3 томов «Астреи» Архивная копия от 23 сентября 2010 на Wayback Machine